# Pugey
Pugey ist eine französische Gemeinde mit 686 Einwohnern (Stand: 1. Januar 2022) im Département Doubs in der Region Bourgogne-Franche-Comté. Sie gehört zum Arrondissement Besançon und ist Mitglied im Gemeindeverband Grand Besançon Métropole. Die Bewohner werden Pugelots und Pugelotes genannt.

## Geographie
Pugey liegt auf 408 m, etwa sieben Kilometer südwestlich der Stadt Besançon (Luftlinie). Das Dorf erstreckt sich im westlichen Jura, in einer breiten, sich nach Süden öffnenden Talmulde in der Jura-Randkette, die südlich an das Tal des Doubs anschließt.
Die Fläche des 7,32 km² großen Gemeindegebiets umfasst einen Abschnitt des westlichen französischen Juras. Der nördliche Teil des Gebietes wird von der Talmulde von Pugey eingenommen. Sie wird von den Anhöhen der Jura-Randkette umgeben, auf der mit 485 m die höchste Erhebung von Pugey erreicht wird. Entwässert wird die Mulde nach Süden durch einen kurzen Bach, der auf dem angrenzenden sogenannten ersten Plateau des Juras versickert. Über eine rund 50 m hohe Geländestufe erstreckt sich das Gemeindeareal südwärts auf das überwiegend bewaldete Plateau des Grand Bois.
Zu Pugey gehören neben dem eigentlichen Ort mehrere Weiler und Einzelhöfe, darunter:
- Les Clairons (380 m) auf dem Plateau am Südfuß der Jura-Randkette
- Bonnet-Rond (390 m) am Aufstieg zum Plateau des Grand Bois
- Chalet d’Arguel (408 m) auf dem Plateau des Grand Bois

Nachbargemeinden von Pugey sind Beure im Norden, Arguel und Montrond-le-Château im Osten, Épeugney und Chenecey-Buillon im Süden sowie Larnod im Westen.

## Geschichte
Im Mittelalter gehörte Pugey zur Herrschaft Arguel. Zusammen mit der Franche-Comté gelangte das Dorf mit dem Frieden von Nimwegen 1678 an Frankreich.

## Sehenswürdigkeiten

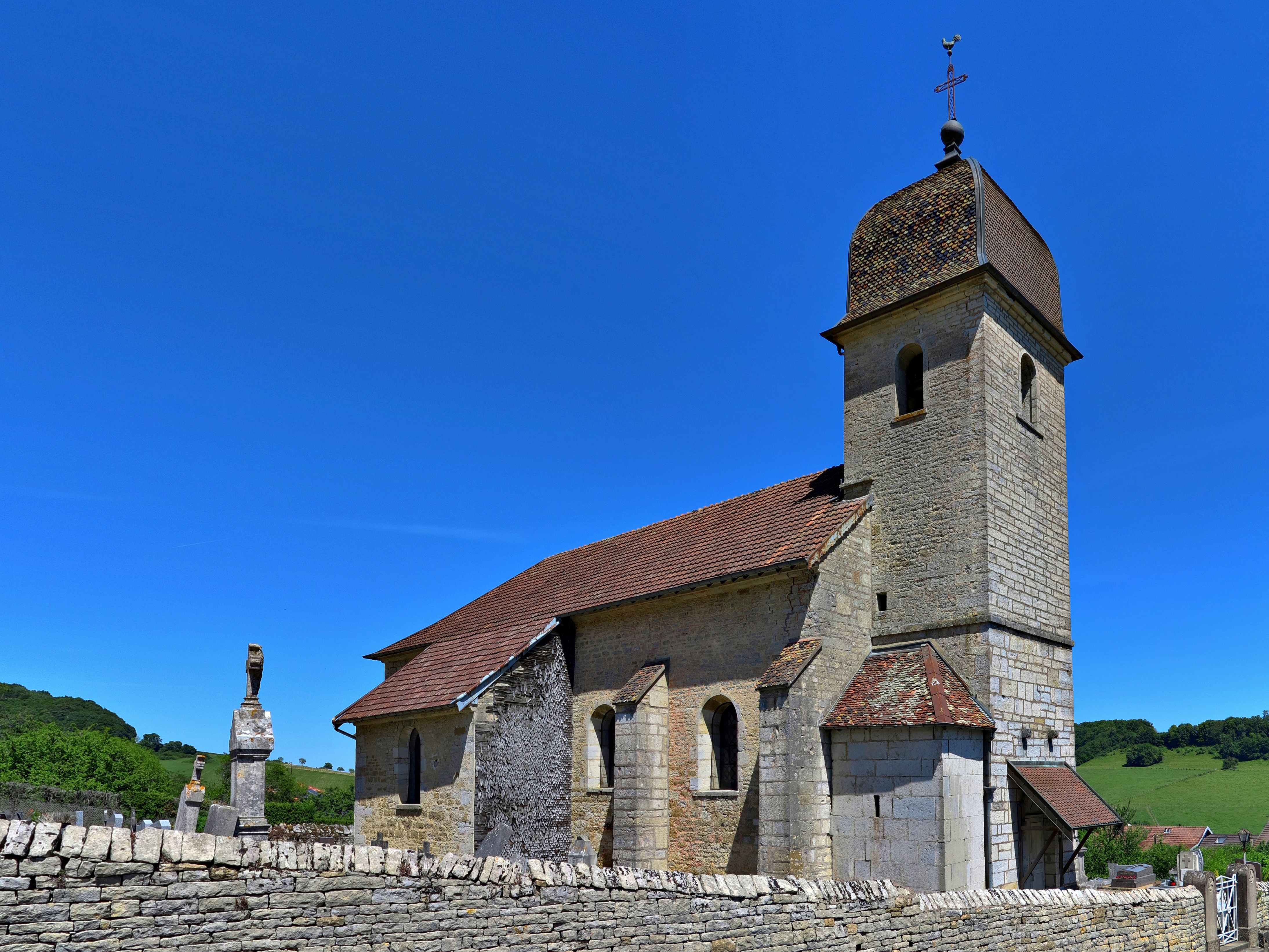
Kirche Saint-André

Die Dorfkirche Saint-André in Pugey wurde im 18. Jahrhundert erbaut. Im Ortskern, der sich durch verschiedene Bauernhäuser im charakteristischen Stil der Franche-Comté aus dem 17. bis 19. Jahrhundert auszeichnet, befinden sich auch der Herrschaftssitz Château Bassand und die Mairie (Gemeindehaus) aus der Mitte des 18. Jahrhunderts. Im Weiler Chalet d’Arguel steht eine Kapelle.

## Bevölkerung
| Jahr                       | 1962 | 1968 | 1975 | 1982 | 1990 | 1999 | 2006 | 2016 |
| Einwohner                  | 230  | 267  | 453  | 495  | 517  | 665  | 739  | 748  |
| Quellen: Cassini und INSEE |      |      |      |      |      |      |      |      |

Mit 686 Einwohnern (Stand 1. Januar 2022) gehört Pugey zu den kleinen Gemeinden des Départements Doubs. Nachdem die Einwohnerzahl in der ersten Hälfte des 20. Jahrhunderts abgenommen hatte (1891 wurden noch 307 Personen gezählt), wurde seit Beginn der 1970er Jahre wieder eine markante Bevölkerungszunahme verzeichnet.

## Wirtschaft und Infrastruktur
Pugey war bis weit ins 20. Jahrhundert hinein ein vorwiegend durch die Landwirtschaft (Ackerbau, Obstbau und Viehzucht) und die Forstwirtschaft geprägtes Dorf. Seit den 1970er Jahren hat sich am Ortsrand eine kleine Gewerbezone entwickelt, in der sich Betriebe des Transportgewerbes und der Mikromechanik niedergelassen haben. Mittlerweile hat sich das Dorf auch zu einer Wohngemeinde gewandelt. Viele Erwerbstätige sind Wegpendler, die in den größeren Ortschaften der Umgebung, insbesondere in Besançon ihrer Arbeit nachgehen.
Die Ortschaft liegt abseits der größeren Durchgangsstraßen an der Departementsstraße D473, die von Besançon nach Levier führt. Weitere Straßenverbindungen bestehen mit Quingey und Montfaucon.